# Signe Brander
Signe Viola Brander (Parkano, 15 avril 1869 - Sipoo, 17 mai 1942) est une photographe finlandaise.

## Biographie
Signe Brander est née en 1869, dans une petite ville du sud-ouest de la Finlande et du nord-ouest de la région du Pirkanmaa, Parkano. Son père est avocat et sa mère femme au foyer, s'occupant des 7 enfants. À la mort de son père, elle s'installe à Helsinki, où vit déjà un de ses frères, avec sa mère. Elle suit une formation en dessin.
Elle s'intéresse à la photographie et apprend les techniques correspondantes en travaillant en apprentissage dans un studio photo, dirigé par Daniel Nyblin, et employant une vingtaine de personnes, dans le centre-ville. Puis elle ouvre son propre studio, à Savonlinna, avant de revenir à Helsinki en 1904 pour y créer le studio Helikon. 
La ville connaît dans cette période un développement important.Sa population triple en une trentaine d'années. La municipalité est conduite à faire évoluer l'architecture urbaine. Conscient de l'ampleur des transformations à venir, le conseil municipal d'Helsinki est intéressé pour enregistrer le paysage urbain amené à évoluer par des photographies. Il sélectionne à cet effet Signe Brander. Entre 1907 et 1913, elle réalise plus de 900 photos, bien que ce ne soit pas sa seule activité. Les premières images sont présentées au public dès 1909. Le contrat s'arrête en 1913, mais ce travail reste un de ses plus connus : « Je suis une photographe d'histoire culturelle », disait-elle.
Elle perd la vision d'un œil dans les années 1930,  la vision de l'autre œil étant mauvaise. Pendant la Seconde Guerre mondiale, en 1941, elle est conduite à l'hôpital de Kivelä, puis hébergée à l'hôpital psychiatrique de Nikkilä, un abri improvisé en raison des bombardements des immeubles de la ville. Elle meurt en 1942, de malnutrition, dans ce lieu bondé. Elle est inhumée dans la fosse commune du cimetière de l'hôpital.

## Exemples de photos

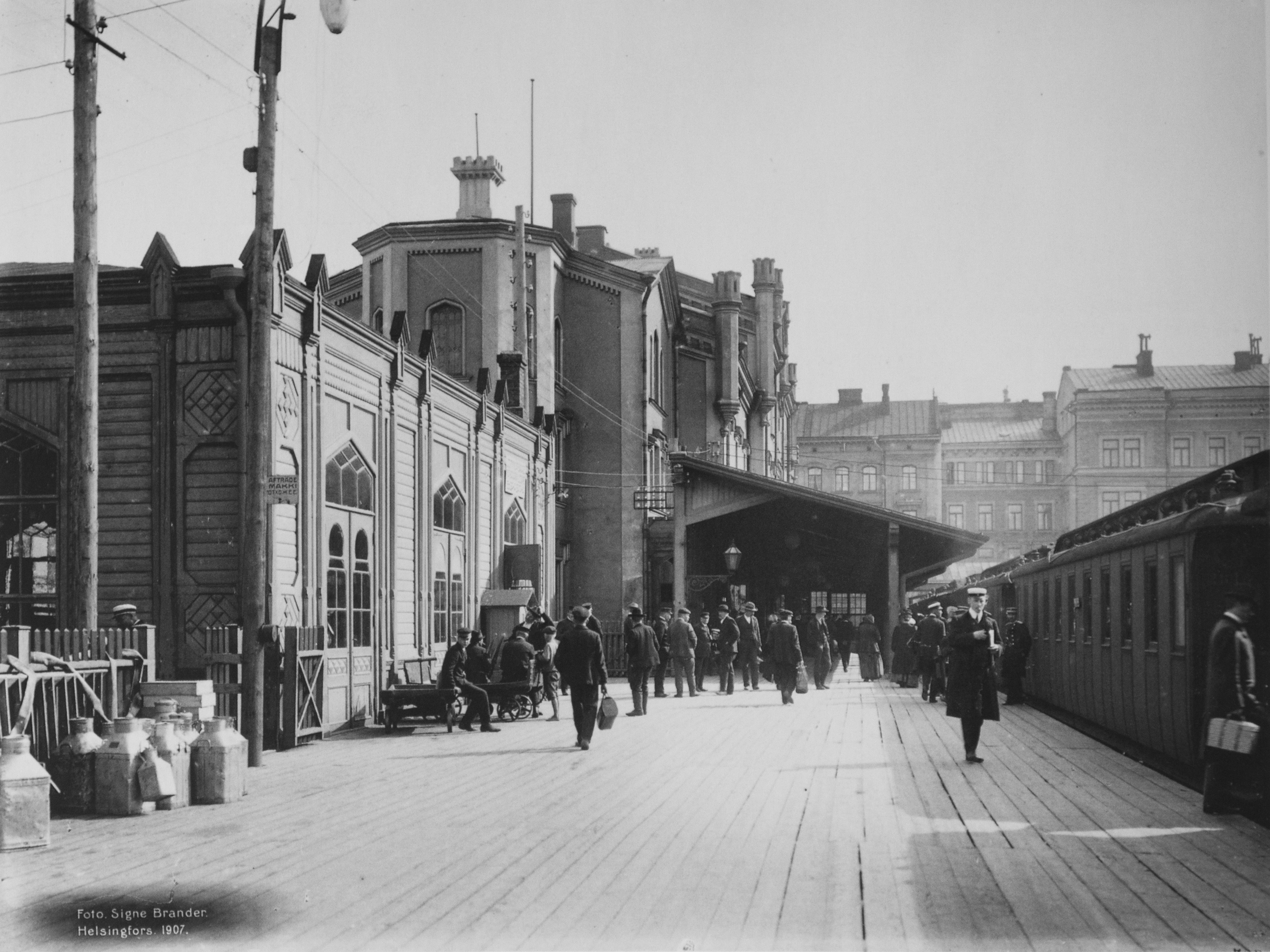
L'ancienne gare, 1907
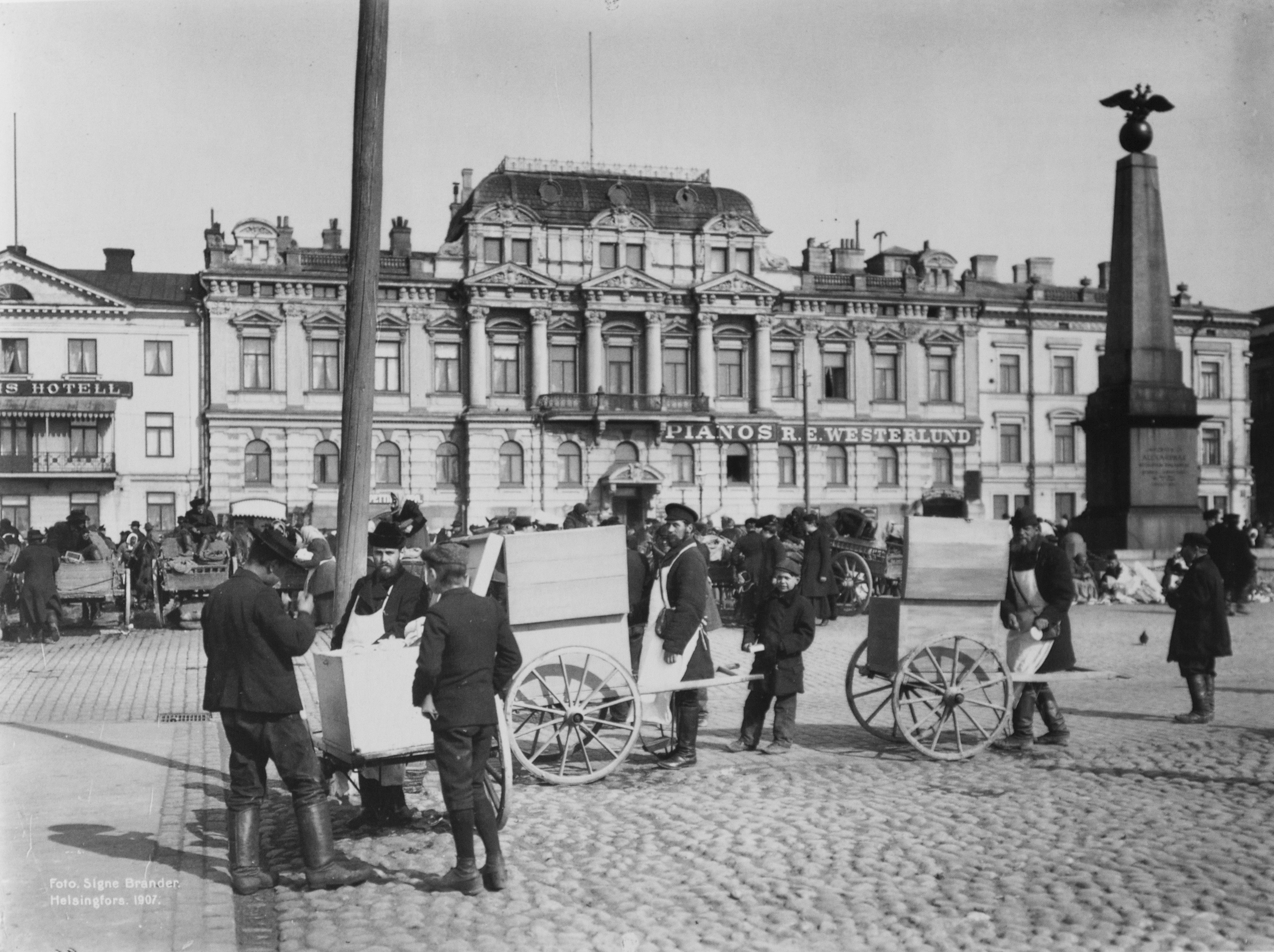
Place du Marché d'Helsinki, 1907
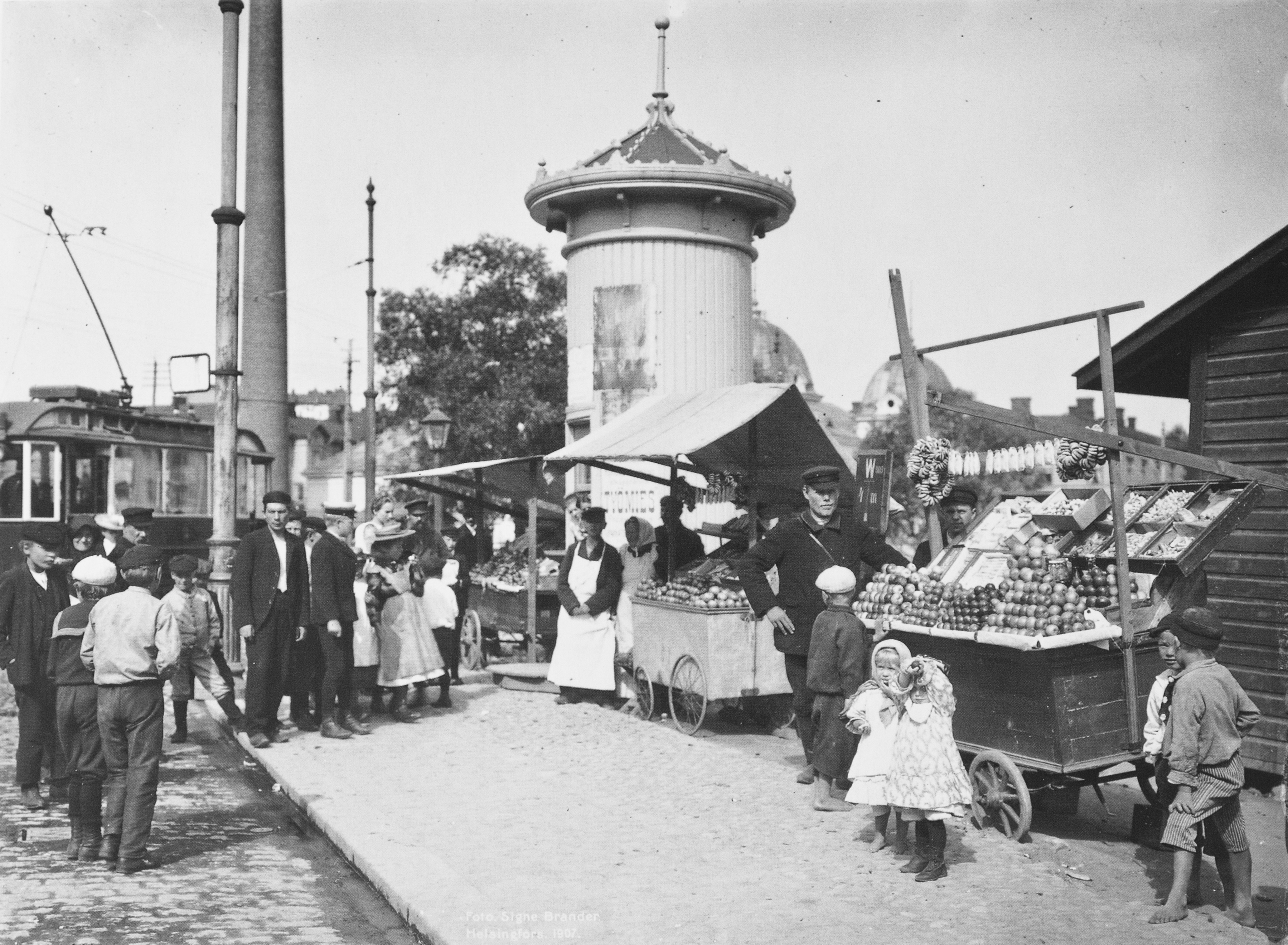
Hakaniemi square, 1907
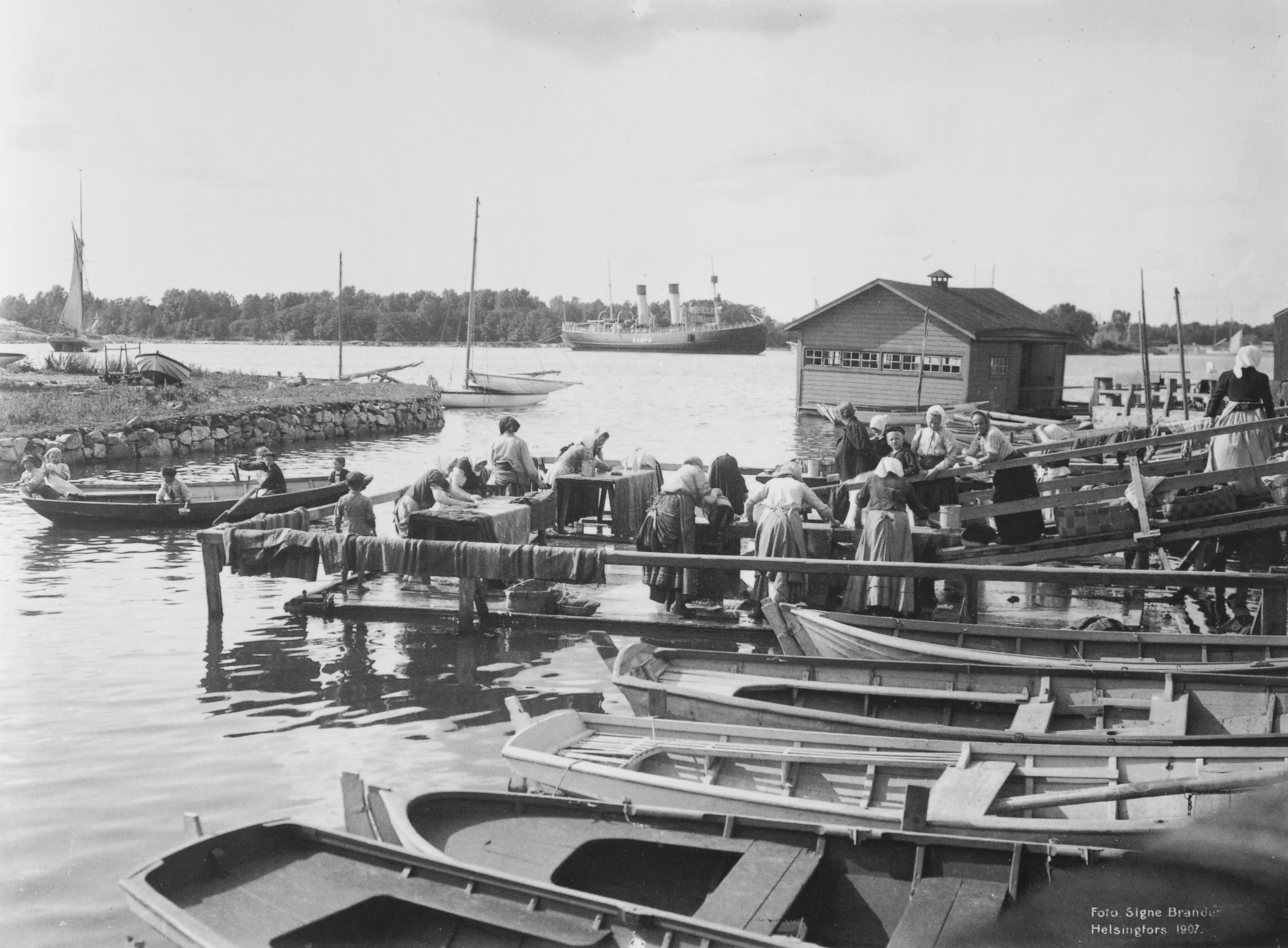
Munkkisaari, 1907
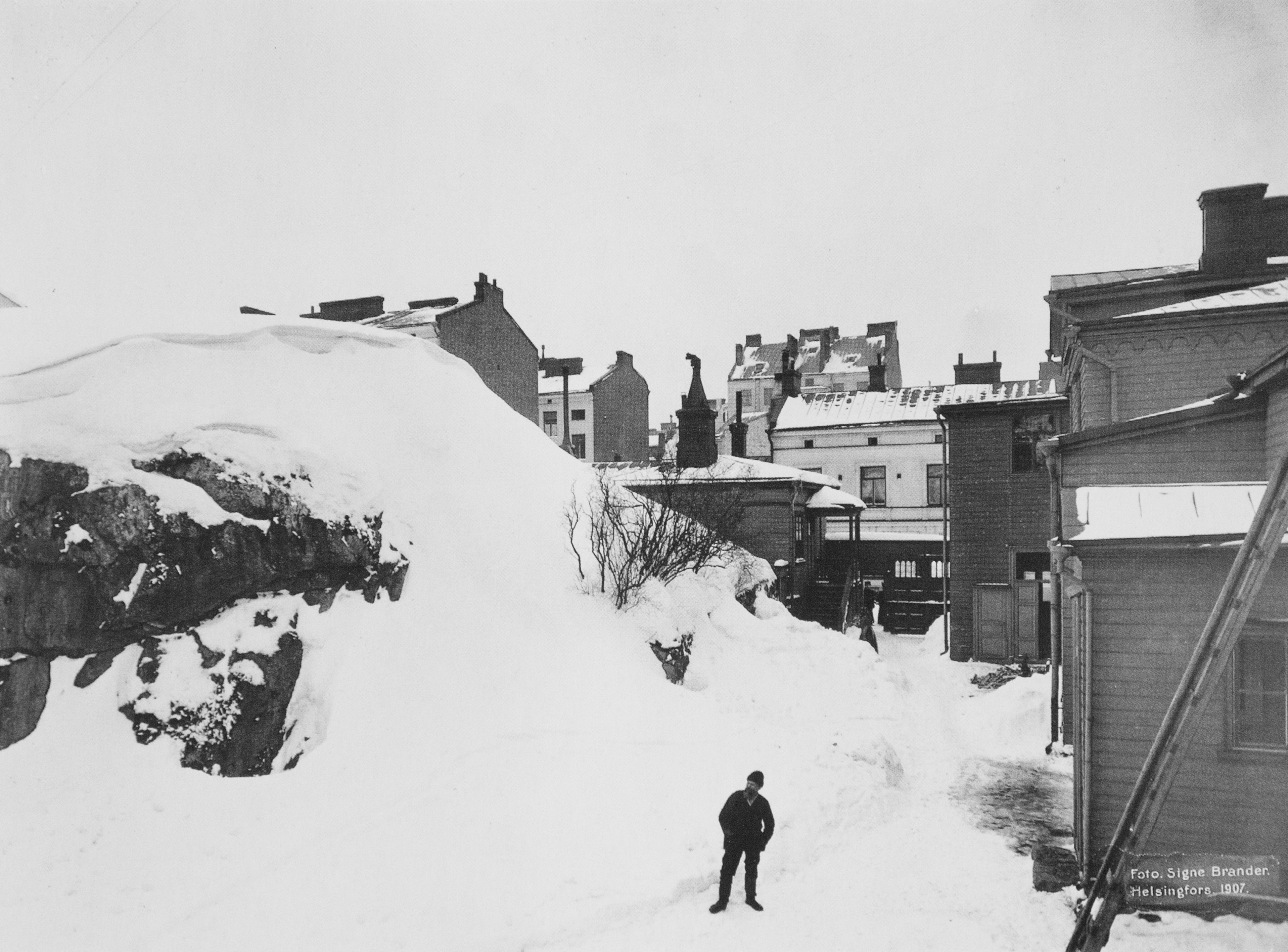
Helsinki en hiver, 1907
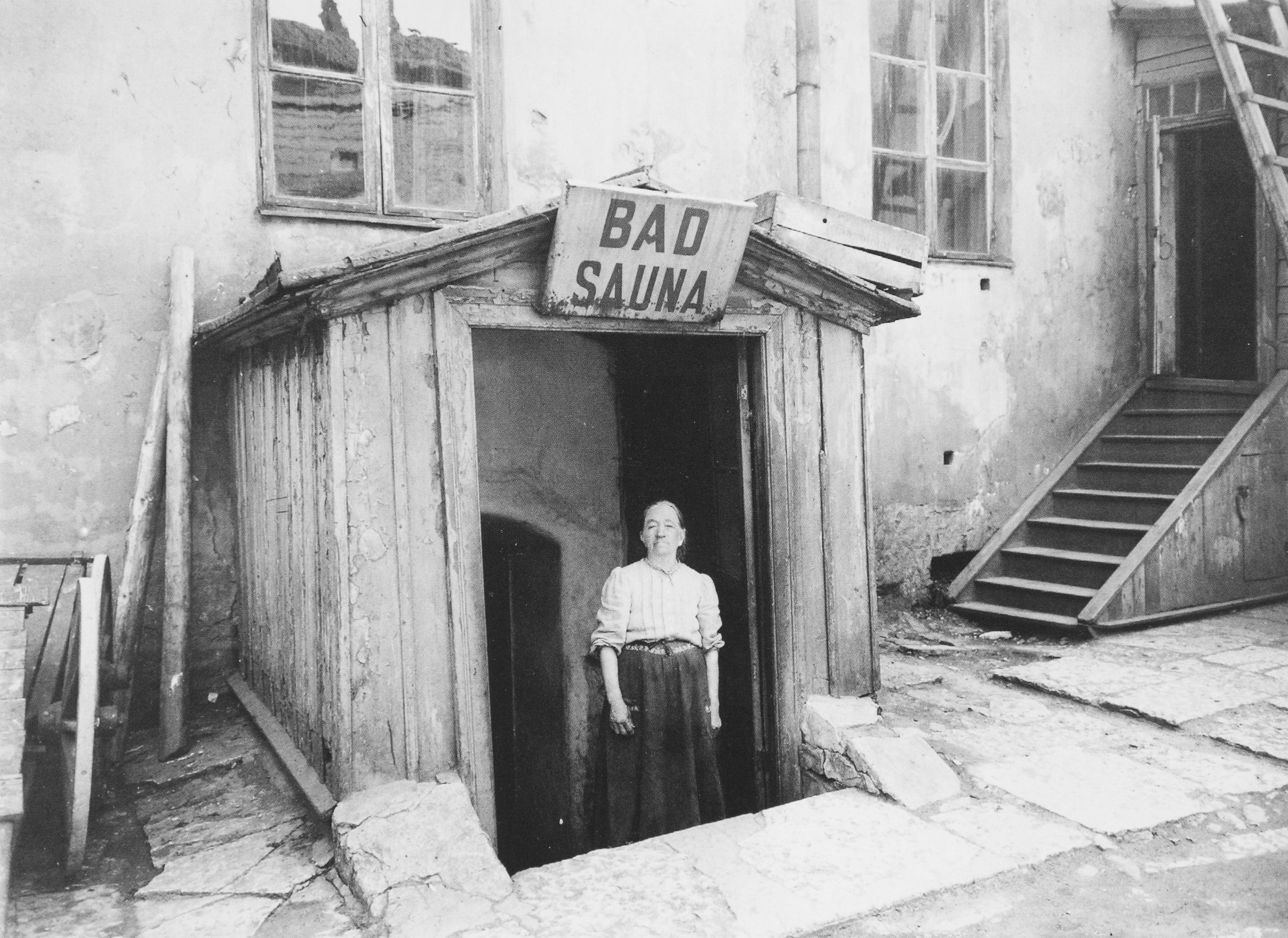
Un sauna, 1913
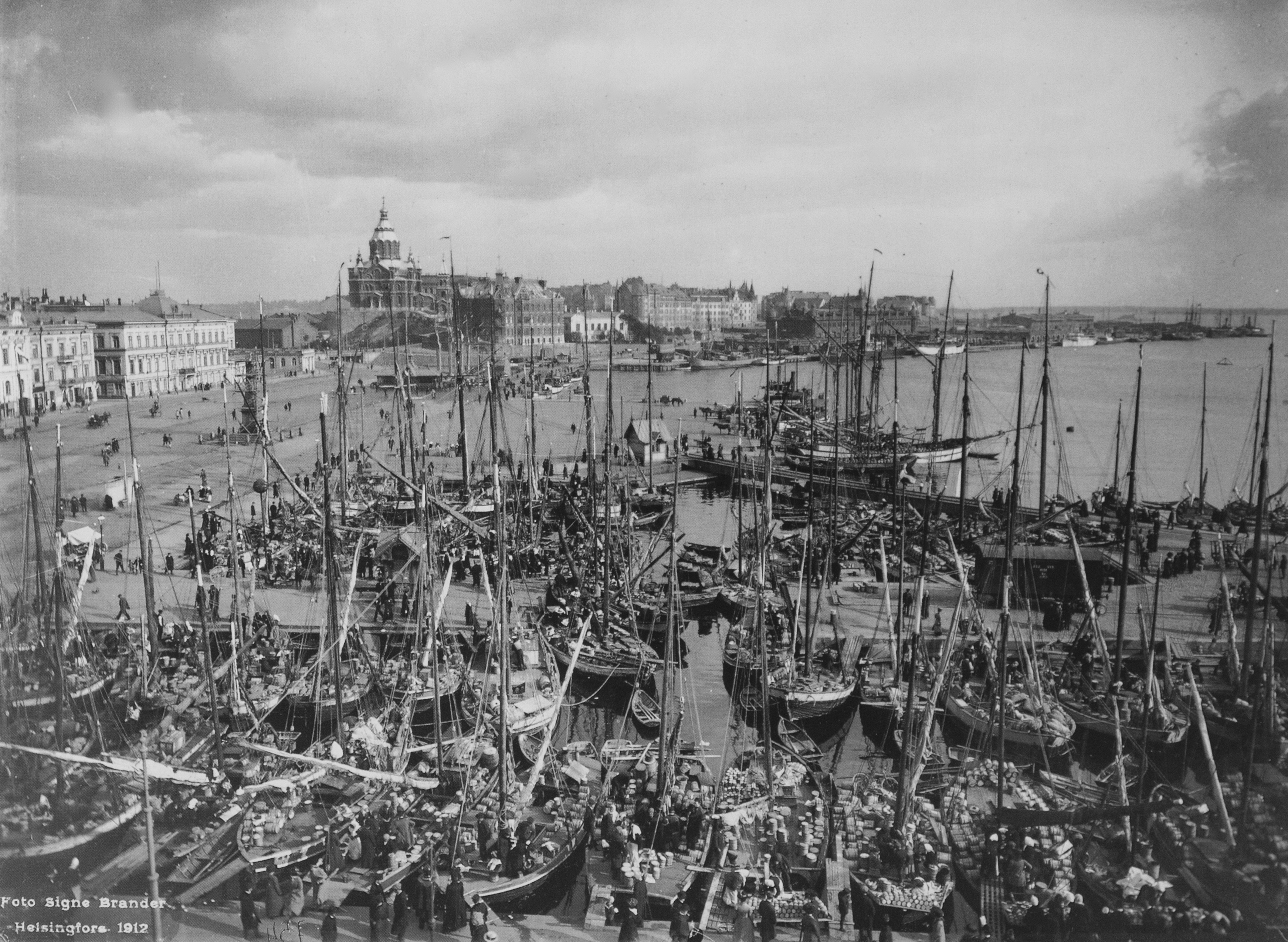
Port du sud d'Helsinki, 1912
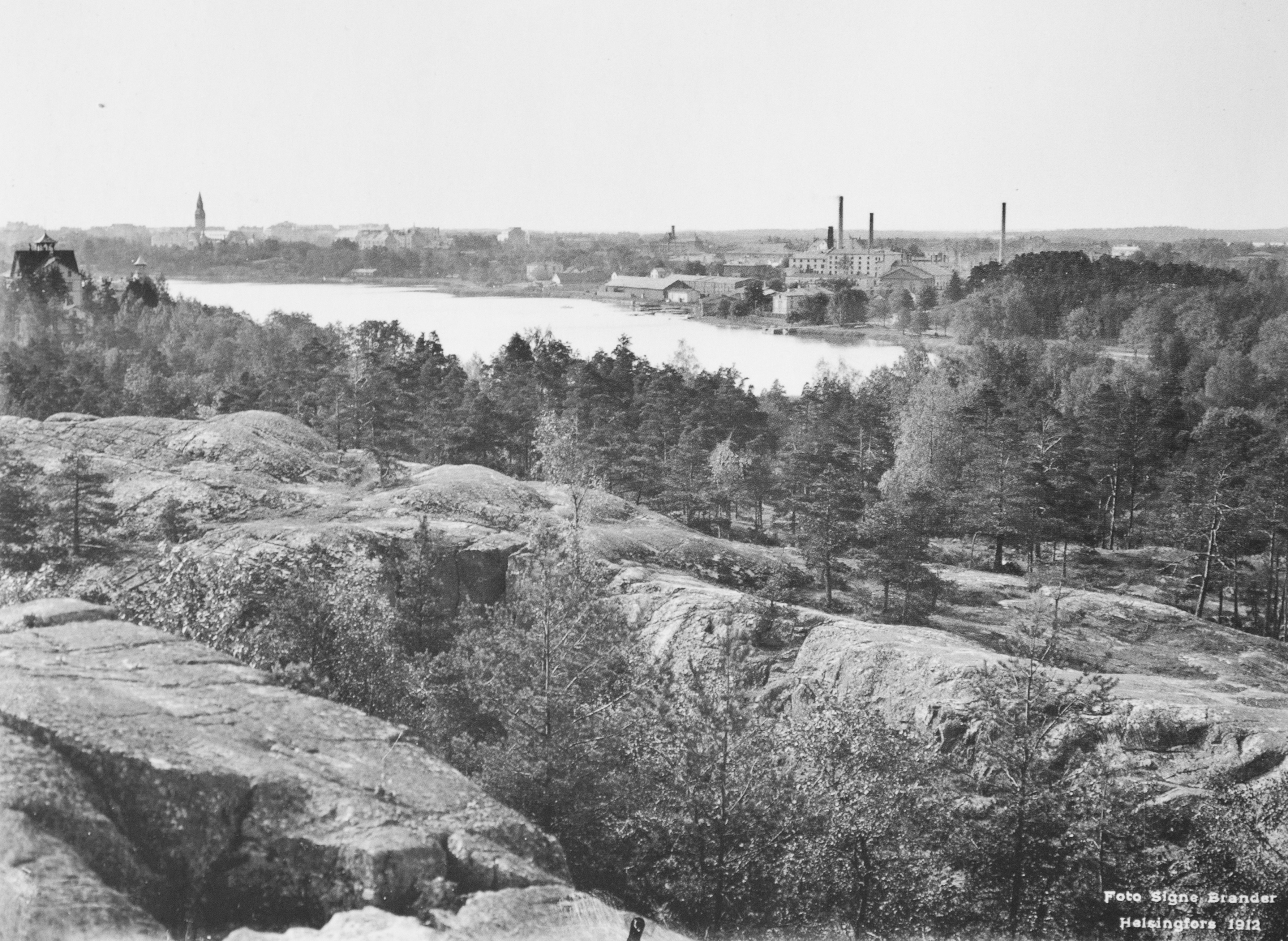
Töölö baie, 1912